# Nicolaus Reimers
Nicolaus Reimers Ursus (auch Nikolaus bzw. Reimers, Reymers, Raimarus, Raymarus; * 2. Februar 1551 in Hennstedt (Dithmarschen); † 15. August 1600 in Prag) war Astronom und kaiserlicher Hofmathematiker. Er war der Erste, der das Hauptwerk von Nikolaus Kopernikus De revolutionibus orbium coelestium ins Deutsche übersetzte.

## Herkunft und Werdegang
Nach der Überlieferung arbeitete Reimers bis zum Alter von 18 Jahren als Schweinehirte. Er hatte keine Lateinschule besucht, die damals den Zugang zu den Wissenschaften eröffnete, sondern war reiner Autodidakt, der sich selbst nicht nur das Schreiben, Lesen und Rechnen beibrachte, sondern auch die Wissenschaftssprachen Latein und Griechisch. Der königliche Statthalter Schleswig-Holsteins Heinrich Rantzau erkannte Reimers' Talente und förderte ihn. Für Rantzau war er in der Zeit von 1574 bis 1584 als Landvermesser tätig und veröffentlichte in diesem Zusammenhang eine lateinische Grammatik, in der die Deklinationen nach der Silbenzahl geordnet werden, und 1583 ein Buch über die Landvermessung (Geodäsie). Im Jahre 1577 ist er in die Matrikel der Universität Rostock eingeschrieben. Im Jahr 1584 besuchte er wohl durch Vermittlung Rantzaus dessen Freund, den Astronomen Tycho Brahe auf dessen Insel Ven im Öresund vor Landskrona. Der Beiname Ursus erscheint erstmals im Jahr 1588 in seiner Veröffentlichung Fundamentum Astronomicum. Moritz Cantor vermutete, der Beiname solle ihn wohl als ungeleckten nordischen Bären kennzeichnen, der dem Raube seiner Jungen sich widersetzt. Der Beiname Ursus (Bär) weist jedoch auf das mit den Woldriken versippte Geschlecht der Baren in Dithmarschen hin.
In den Jahren 1585 und 1586 ist er Hauslehrer bei zwei Adelsfamilien in Pommern, 1586 bis 1587 hielt Reimers sich am Hofe des Landgrafen Wilhelm IV. in Kassel auf, wo er mit dem Instrumentenbauer Jost Bürgi (1552–1632) zusammentraf. Die Ähnlichkeiten im Gang der „schulischen“ Ausbildung der beiden Freunde wird diese über das Fachliche hinaus verbunden haben, Bürgi konnte kaum Latein. Reimers übersetzte daher für Bürgi Copernicus’ De revolutionibus orbium coelestium ins Deutsche. Der Text ist als sogenannte „Grazer Handschrift“ erhalten und gilt als die erste deutsche Übersetzung von Copernicus’ Hauptwerk, drei Jahrhunderte vor der von Menzzer, die 1879 gedruckt wurde.
Von 1587 bis 1591 lehrte Reimers Mathematik an der Akademie in Straßburg und lernte dort auch Bürgis Lehrer Konrad Dasypodius kennen.
1591 erhielt er einen Ruf als Hofmathematiker an den Hof des Kaisers Rudolf II. in Prag. Zur wirtschaftlichen Absicherung wurde er nebenher zum Professor für Mathematik an der Universität Prag ernannt. Diese Stelle als Hofgelehrter behielt er bis kurz vor seinem Tode bei, gab sie jedoch nicht zuletzt wegen des sich auch juristisch zuspitzenden Streits mit Brahe auf. Er starb am 15. August 1600 an Schwindsucht und wurde am 16. August 1600 in der Bethlehemskapelle in Prag beigesetzt.
Als kaiserliche Hofmathematiker folgten ihm im Amt Tycho Brahe und Johannes Kepler.
Der Mondkrater Reimarus ist nach ihm benannt.

## Der Streit zwischen Brahe und Reimers

Die Idee als Streitgegenstand: Das tychonische Weltbild von Paul Wittich

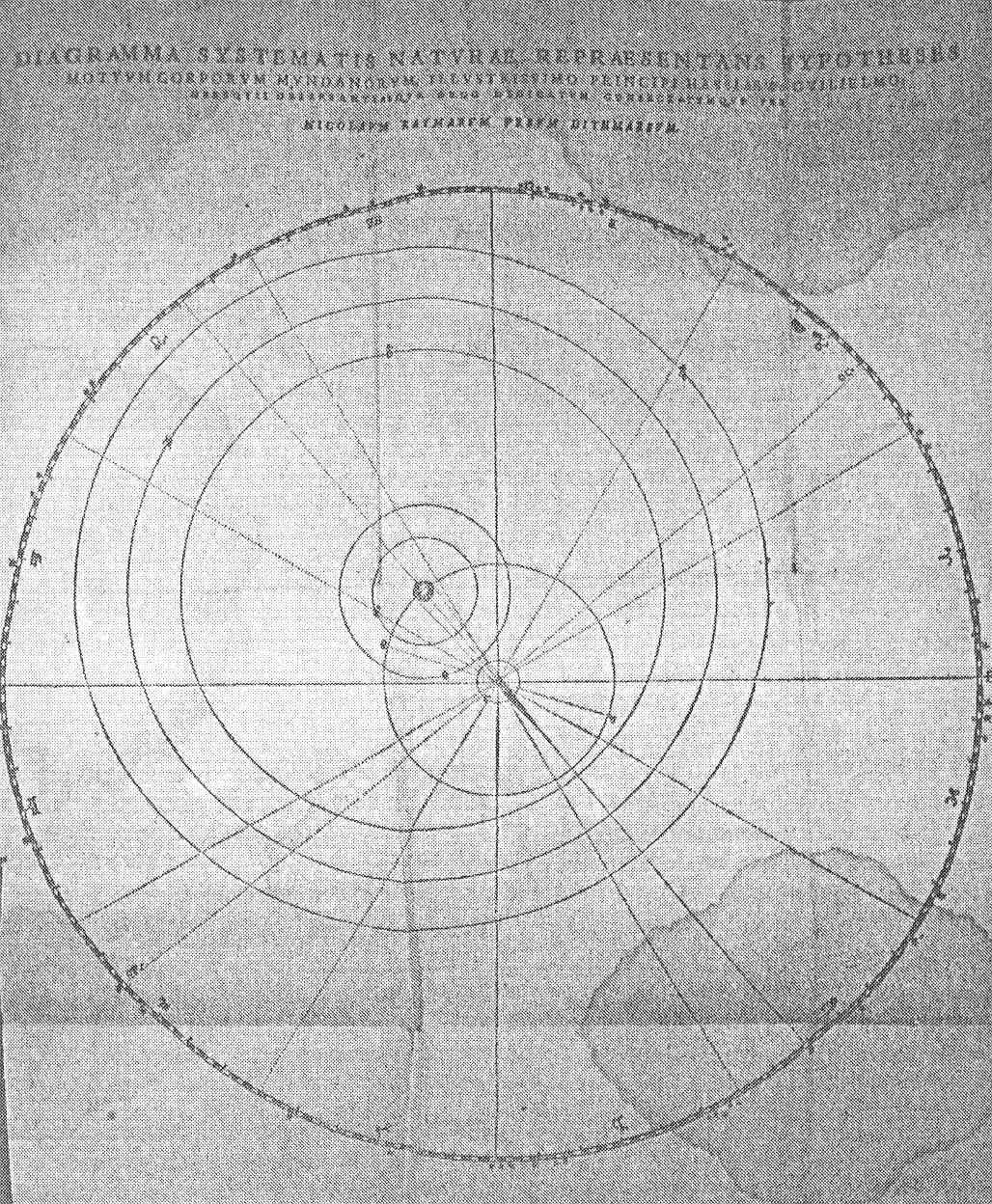
Das Modell von Nicolaus Reimers

Reimers hatte im September 1585, also zeitlich nach seinem Besuch bei Tycho Brahe auf der Insel Ven, in Pommern ein neues, nur teilweise geozentrisches System der Planeten erdacht, nach dem sich die Erde um ihre Achse dreht, Mond und Sonne sich um die sonst ortsfeste Erde bewegen, die Planeten Merkur, Venus, Mars, Jupiter und Saturn jedoch um die Sonne. Diese Gedanken habe er 1586 in Kassel vor Dritten geäußert. Brahe habe hiervon durch Christoph Rothmann Kenntnis erhalten und das System als seine Erfindung veröffentlicht. Reimers' Veröffentlichung Fundamentum Astronomicum (1588) kollidierte mit Brahes tychonischem Weltbild.
Brahe sah diesen Vorwurf genau entgegengesetzt und beschuldigte Reimers des Plagiats.
Nicolaus Reimers griff Brahe in seinen De Astronomicis Hypothesibus hart an, woraufhin dieser wegen der Beleidigung gegen Reimers vorging. Owen Gingerich dokumentierte die zentrale Rolle von Paul Wittich im Konflikt.

## Werke
- Grammatica Ranzoviana. 1580.
- Geodaesia Ranzoviana. Leipzig 1583.
- Übersetzung der De Revolutionibus ins Deutsche. Manuskript 1586/87.
- Nicolai Raymari Ursi Dithmarsi Fundamentum Astronomicum. Straßburg 1588.
- Metamorphosis Logicae. Straßburg 1589.
- Nicolai Raymari Ursi Dithmarsi Croius Puer seu Carmen Gratulatorium. Straßburg 1589.
- Alt und auch Röm. Schreibkalender auff das Jahr 1593. Erfurt 1592.
- Prognosticon Astrologicum dieses 1593. Jars. Erfurt 1592.
- Allmanach auff das Jahr 1591, Straßburg o. J. [Vorhanden Stadtarchiv Frankfurt/Oder, Sign. I 797 (20)]
- Alt und New Schreibcalender auff das Jhar 1594. Erfurt 1593.
- Allegorie auf Kaiser Rudolph II. 1594
- Nicolai Raymari Ursi Dithmarsi Parentatio Iacobi Curtii. Prag 1594.
- Nicolai Raimari Ursi Dithmarsi de Astronomicis Hypothesibus. Prag 1597, online.
- Chronotheatron. Prag 1597.
- Demonstratio Hipotheses Motuum Coelestium. Prag.
- Nicolai Raimari Ursi Dithmarsi Arithmetica Analytica vulgo Cosa oder Algebra. posthum Frankfurt/Oder 1601.
- Nicolai Raimari Ursi Ditmarsi Chronologische Beweisung. posthum Nürnberg 1606, Schleswig 1606, Schleswig 1666.